# Активационный анализ
Активационный анализ (Радиоактивационный анализ) — метод анализа вещества по характеру излучения радиоактивных изотопов, образующихся при бомбардировке исследуемого вещества ядерными частицами большой энергии (обычно нейтронами). Предложен в 1936 году венгерскими химиками Д. Хевеши и Г. Леви. Радиоактивационный анализ обладает высокой чувствительностью и применяется для определения примесей в металлах, сплавах, полупроводниковых материалах и других веществах.

### Виды активационного анализа

#### Недеструктивный активационный анализ
Предполагает определение образовавшихся радионуклидов непосредственно в образце по их γ-излучению. Является наиболее привлекательным вариантом. Однако даже при использовании гамма-спектрометрической аппаратуры число определяемых этим методом элементов ограничено, если в величине сечения активации или в относительном содержании элементов в образце имеются большие отличия.

#### Деструктивный активационный анализ
Образовавшиеся радионуклиды выделяют при помощи радиохимических процедур, и только после этого определяют вид и активность образовавшихся в анализируемом образце радиоактивных изотопов. В случае деструктивного активационного анализа можно воспользоваться более простыми приемами регистрации радиоактивных излучений, чем γ-спектрометрия высокого разрешения, но при этом резко увеличивается трудоемкость и снижается точность анализа.